# Kawatana
Kawatana (川棚町, Kawatana-chō) est un bourg japonais situé dans la préfecture de Nagasaki.

## Géographie

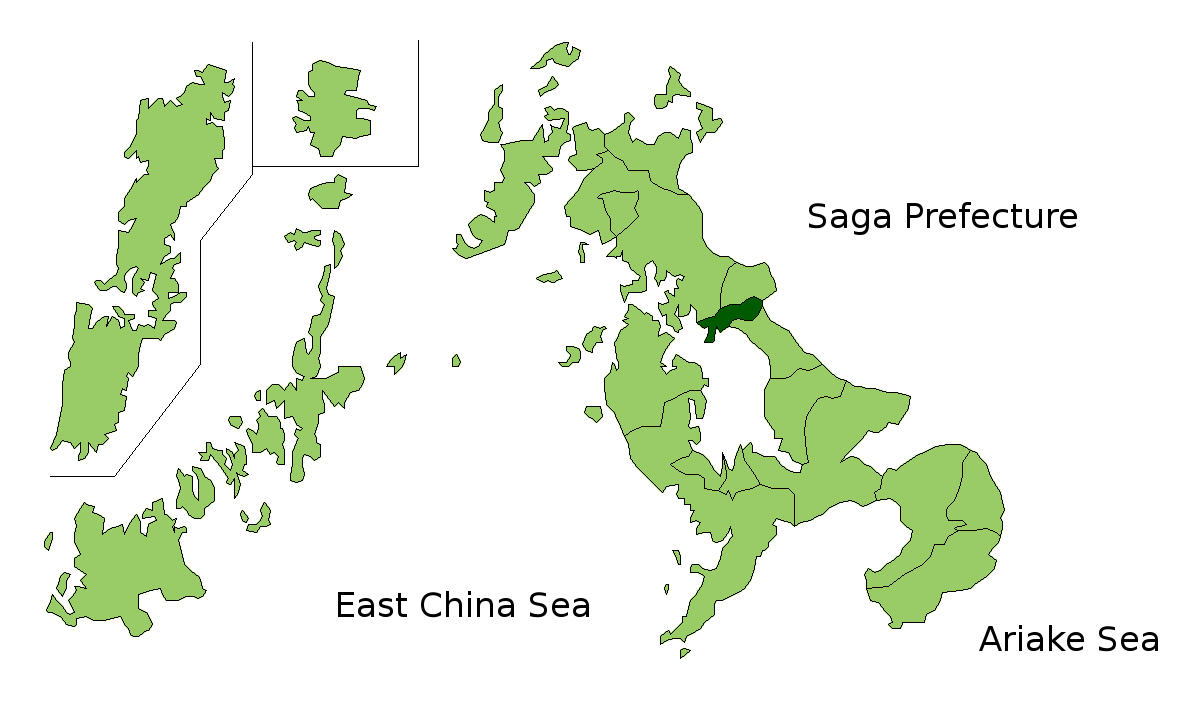
Kawatana dans la préfecture de Nagasaki.

### Démographie
En 2009, le bourg de Kawatana avait une population estimée à 9 219 habitants répartis sur une superficie de 74,25 km2 (densité de population de 124 hab./km2).